# Hedya salicella
Hedya salicella es una especie de polilla del género Hedya, tribu Olethreutini, familia Tortricidae. Fue descrita científicamente por Linnaeus en 1758.

## Descripción
La envergadura es de 19-24 milímetros.

## Distribución
Se distribuye por Europa.